# Arnau Tenas
Pour les articles homonymes, voir Tenas (homonymie).
Tenas  Ureña est un nom espagnol. Le premier nom de famille, en général paternel, est Tenas ; le second, en général maternel, souvent omis, est Ureña.
Arnau Tenas Ureña, né le 30 mai 2001 à Vic en Espagne, est un footballeur espagnol qui évolue au poste de gardien de but au Paris Saint-Germain.

## Biographie

### En club

#### Premiers pas et formation au FC Barcelone (2005-2023)
Arnau Tenas est issu d'une famille de footballeurs catalans : son père, Joan, a été gardien de but de l'Espanyol de Barcelone et Jaume, son grand-père, celui de Sant Andreu et de Gramenet. Il a un frère jumeau, Marc (ca), qui joue attaquant.
Il commence le football dans le club de sa ville natale, le Vic Riuprimer (ca), en 2005 avant d'être repéré par La Masia, le centre de formation du FC Barcelone, qu'il intègre en 2010. Le 19 octobre 2019, il figure pour la première fois dans le groupe professionnel pour le match face au SD Eibar. Il quittera le Barça à la fin de son contrat sans avoir joué en pro, fin juin 2023.

#### Paris Saint-Germain (depuis 2023)
Le 30 juillet 2023, il rejoint le Paris Saint-Germain en tant que troisième gardien et pour trois saisons, peu après son nouvel entraîneur et ancien sélectionneur Luis Enrique.
Le 3 décembre 2023, il dispute son premier match professionnel au Havre, en Ligue 1, en suppléant au pied levé Gianluigi Donnarumma, expulsé en début de match, des débuts impressionnants avec sept arrêts décisifs (victoire 0-2).
Lors de la Ligue des Champions 2024-2025, il est troisième dans la hiérarchie des gardiens de but. N'étant jamais entré en jeu, il remporte toutefois la compétition après la finale gagnée 5-0 face à l'Inter Milan.

### En sélection
Arnau Tenas représente l'Espagne en sélection. Il commence avec l'équipe des moins de 16 ans, jouant deux matchs en février 2017.
En 2018, lors du championnat d'Europe des moins de 17 ans en Angleterre, Arnau Tenas est titulaire avec l'Espagne, qui sera battue en quarts de finale par la Belgique (2-1 score final). Au total, Tenas joue douze matchs avec la sélection des moins de 17 ans entre 2017 et 2018.
L'année suivante, il participe au championnat d'Europe des moins de 19 ans en Arménie. L'Espagne remporte le tournoi en battant le Portugal en finale, et Arnau Tenas figure dans l'équipe-type de la compétition.
En mars 2022, Arnau Tenas est convoqué en équipe d'Espagne senior par Luis Enrique (qui a le même agent) pour des matchs amicaux contre l'Albanie et l'Islande, pour pallier le départ de Robert Sánchez.
Il est médaillé d'or aux Jeux olympiques d'été de 2024, malgré une faute de main en début de match sur une frappe d'Enzo Millot, qui permet à la France d'ouvrir le score. L'Espagne remporte le match cinq buts à trois après prolongations.

## Style de jeu
Considéré comme le gardien le plus complet de sa génération au Barça et en Espagne, Arnau Tenas ne se distingue pas par son envergure (1m85) mais par sa rapidité, son agilité avec le ballon et son jeu au pied.

## Statistiques

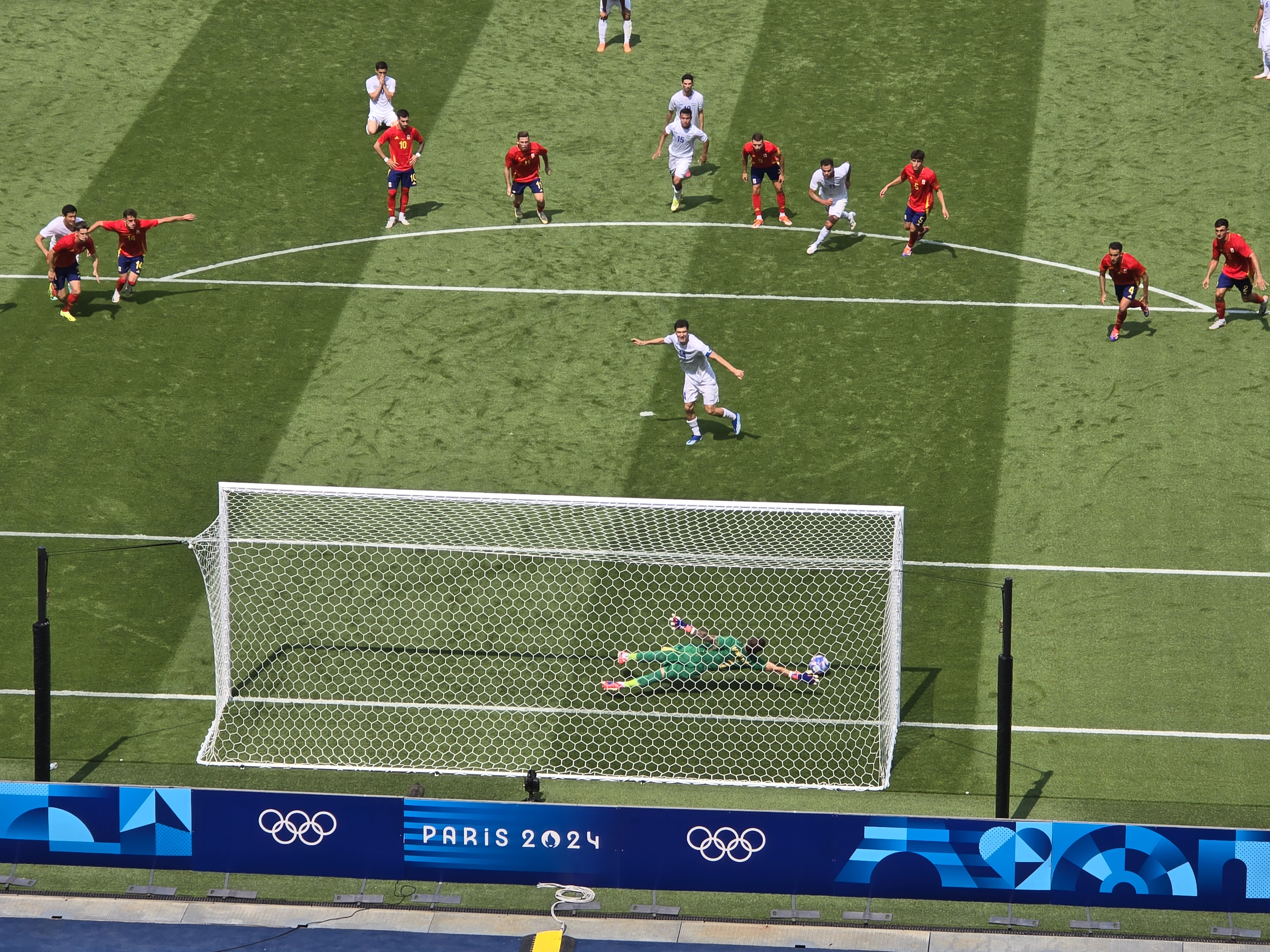
Arnau Tenas, avec son équipe nationale, luttant pour arrêter un pénalty d'Eldor Shomurodov lors d'un match des Jeux olympiques d'été de 2024.

| Saison                | Club                  | Championnat           | Championnat | Championnat | Championnat | Coupe(s) nationale(s) | Coupe(s) nationale(s) | Coupe(s) nationale(s) | Supercoupe | Supercoupe | Supercoupe | Compétition(s) continentale(s) | Compétition(s) continentale(s) | Compétition(s) continentale(s) | Compétition(s) continentale(s) | Barrages | Barrages | Barrages | Total | Total | Total |
| Saison                | Club                  | Division              | M.          | B.          | P.d.        | M.                    | B.                    | P.d.                  | M.         | B.         | P.d.       | Comp.                          | M.                             | B.                             | P.d.                           | M.       | B.       | P.d.     | M.    | B.    | P.d.  |
| 2018-2019             | FC Barcelone B        | Segunda División B    | 1           | 0           | 0           | -                     | -                     | -                     | -          | -          | -          | -                              | -                              | -                              | -                              | -        | -        | -        | 1     | 0     | 0     |
| 2019-2020             | FC Barcelone B        | Segunda División B    | -           | -           | -           | -                     | -                     | -                     | -          | -          | -          | -                              | -                              | -                              | -                              | -        | -        | -        | 0     | 0     | 0     |
| 2020-2021             | FC Barcelone B        | Segunda División B    | 9           | 0           | 0           | -                     | -                     | -                     | -          | -          | -          | -                              | -                              | -                              | -                              | -        | -        | -        | 9     | 0     | 0     |
| 2021-2022             | FC Barcelone B        | Primera Federación    | 18          | 0           | 0           | -                     | -                     | -                     | -          | -          | -          | -                              | -                              | -                              | -                              | -        | -        | -        | 18    | 0     | 0     |
| 2022-2023             | FC Barcelone B        | Primera Federación    | 29          | 0           | -           | -                     | -                     | -                     | -          | -          | -          | -                              | -                              | -                              | -                              | 1        | 0        | 0        | 30    | 0     | 0     |
| Sous-total            | Sous-total            | Sous-total            | 57          | 0           | 0           | -                     | -                     | -                     | -          | -          | -          | -                              | -                              | -                              | -                              | 1        | 0        | 0        | 58    | 0     | 0     |
| 2023-2024             | Paris Saint-Germain   | Ligue 1               | 6           | 0           | 0           | 0                     | 0                     | 0                     | -          | -          | -          | C1                             | 0                              | 0                              | 0                              | -        | -        | -        | 6     | 0     | 0     |
| 2024-2025             | Paris Saint-Germain   | Ligue 1               | 1           | 0           | 1           | 1                     | 0                     | 0                     | -          | -          | -          | C1                             | 0                              | 0                              | 0                              | -        | -        | -        | 2     | 0     | 1     |
| Sous-total            | Sous-total            | Sous-total            | 7           | 0           | 1           | 1                     | 0                     | 0                     | -          | -          | -          | -                              | -                              | -                              | -                              | -        | -        | -        | 8     | 0     | 1     |
| Total sur la carrière | Total sur la carrière | Total sur la carrière | 64          | 0           | 1           | 1                     | 0                     | 0                     | -          | -          | -          | -                              | 0                              | 0                              | 0                              | 1        | 0        | 0        | 66    | 0     | 1     |

## Palmarès

### En club
| FC Barcelona (2)                                                                   | Paris Saint-Germain (4) |
| ---------------------------------------------------------------------------------- | --- |
| - Coupe d'Espagne - Vainqueur en 2021 - Supercoupe d'Espagne : - Vainqueur en 2023 | - Ligue des champions : - Vainqueur en 2025 - Championnat de France : - Champion en 2024 et 2025 - Coupe de France : - Vainqueur en 2024 - Coupe du monde des clubs : - Finaliste en 2025 |

### En sélection
| Espagne -19 ans (1)                                               | Espagne espoirs                                   | Espagne olympique (1)                       |
| ----------------------------------------------------------------- | ------------------------------------------------- | ------------------------------------------- |
| - Championnat d'Europe des moins de 19 ans (1) - Vainqueur : 2019 | - Championnat d'Europe espoirs - Finaliste : 2023 | - Médaille d'or aux Jeux olympiques en 2024 |